# Podbanské

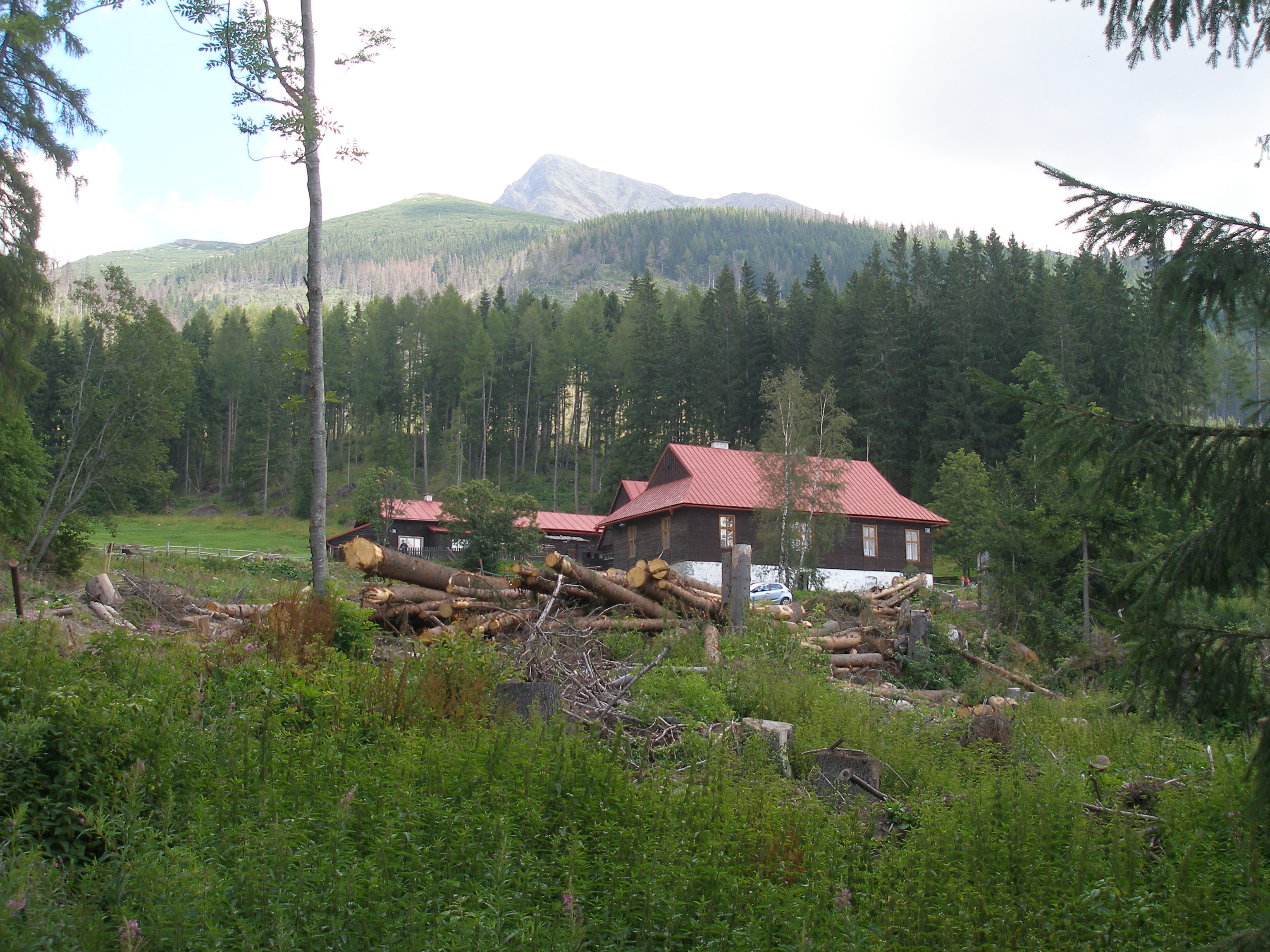
Gemarkung Tri studničky, im Hintergrund der Gipfel des Kriváň

Wappen von Podbanské

Podbanské (deutsch Untergruben, ungarisch Podbanszkó) ist ein Stadtteil der Stadt Vysoké Tatry auf der slowakischen Seite der Hohen Tatra an der Grenze zur Westtatra am Fluss Belá und ist zugleich der westlichste Stadtteil der Stadt. Teile des Ortes gehören zur Gemeinde Pribylina. Das Ortszentrum liegt auf der Höhe von 940 m n.m. Anders als die meisten anderen slowakischen Orten in der Hohen Tatra liegt Podbanské nicht in der historischen Zips, sondern in der Liptau.
Die Anfänge des Ortes gehen ins 15. Jahrhundert und den damaligen Bergbau am Fuße des Kriváň zurück, daher auch der Name (etwa „Ort unter dem Bergwerk“). Der höchste Stollen Theresia befand sich keine 50 Höhenmeter unterhalb des Gipfels von Kriváň. Das Goldvorkommen war jedoch zu gering, um den Bergbau im Hochgebirge langfristig zu treiben. Im 18. Jahrhundert entdeckten die ersten Touristen, die unterwegs zum Gipfel des Kriváň waren, das Gebiet. Im 19. Jahrhundert entstanden hier ein Hegerhaus, eine Säge und eine Mühle zur Versorgung einer Fabrik in Liptovský Hrádok. Zugleich begann auch die Entwicklung der touristischen Aktivitäten, aber erst 1925 wurde ein Nachtlager eröffnet. Pläne, hier am Ende des 19. Jahrhunderts ein auch vom Ungarischen Karpathenverein propagiertes „Liptauer Bad“, kamen nicht zur Ausführung. Lange wurde die Entwicklung durch eine schlechte Verkehrsanbindung gebremst: die Elektrische Tatrabahn endet seit 1912 im 16 Kilometer entfernten Štrbské Pleso und das Gebiet war sonst nur über Forststraßen erreichbar. Ein ehrgeiziger Plan in den 1930er Jahren, Podbanské mit Polen über eine neue Straße über die Täler Tichá dolina und Tomanová dolina zu verbinden, wurde wegen Naturschutzbedenken nicht verwirklicht.
Nach dem Zweiten Weltkrieg wurden im Rahmen des Programms „Forstbetrieb der Jugend“ 10 Blockhäuser errichtet, die nach dessen Scheitern auch den Touristen zur Verfügung standen. Einen größeren Aufschwung erlebte der Ort in den 1960er Jahren: als Teil der Vorbereitungen für die Nordischen Weltmeisterschaft 1970 wurde 1968 die Straße von Liptovský Hrádok nach Štrbské Pleso über Podbanské als Teil des Straßenzugs Cesta Slobody (deutsch Freiheitsstraße) gebaut, ein Jahr später entstand das Hotel Kriváň (heute Pieris) und eine Skipiste am Fuß des Bergs Hliny. 
Architektonisch interessant ist das 1981 fertiggestellte Grandhotel Permon, das ursprünglich als Erholungsstätte für Bergleute aus Ostrava und Umgebung konzipiert war. Das Hauptgebäude ist in drei Flügel geteilt, gebaut auf einem 20 m hohen Bruch. Der Haupteingang befindet sich unüblicherweise auf dem achten Stock und das Gebäudeensemble soll von vorne die Gestalt des Bergs Kriváň nachahmen.
Dennoch bleibt Podbanské im Vergleich zu anderen Stadtteilen von Vysoké Tatry weniger berührt und bietet mehrere Möglichkeiten zu leichteren Bergwanderungen an. Von hier kann man auf den Kriváň (2494 m n.m.), ein Nationalsymbol der Slowakei, Bergwanderungen unternehmen. Auch Ausflüge in die Westtatra sind möglich.